# Libs

Logo

libs (Eigenschreibweise "libs", vollständig: libs Industrielle Berufslehren Schweiz) ist ein Nonprofit-Ausbildungsunternehmen in der schweizerischen Maschinen-, Elektro- und Metallindustrie (MEM) als Gesamtdienstleister in der Berufsbildung. libs hat rund 1100 Berufslernende und ist der landesweit grösste Ausbildungsverbund der MEM-Industrie. Libs hält rund 11 % aller Lehrverträge aller Firmen des Branchenverbandes Swissmem. Es wird an den Standorten Birr AG/Baden AG, Zürich, Rapperswil und Heerbrugg ausgebildet.
Die Vereinsstruktur setzt sich aus den vier Kernmitgliedern ABB, General Electric, Bombardier und Leica Geosystems sowie über 120 KMU zusammen. Unter den KMU sind Unternehmen wie Zweifel Pomy-Chips AG, Givaudan, Electrolux und Honeywell International.

## Geschichte
Die Gründung erfolgte 1996 durch den Elektrotechnik-Konzern ABB-Schweiz unter dem Namen „ABB Lernzentren“. Im Jahr 2002 erfolgte ein Namenswechsel zu „Lernzentren LfW“. 2005 wurde der Standort Rheintal in Heerbrugg eröffnet. Im selben Jahr wurde das Unternehmen mit dem ESPRIX Award 2005 ausgezeichnet. Im Jahr 2012 erfolgte der Namenswechsel von „Lernzentren LfW“ zu „libs“.

## Ausbildungsmodell
libs funktioniert in einem Netzwerk von Mitgliedsfirmen (über 120 Unternehmen der MEM-Industrie). Die Mitgliedsfirmen bestimmen ihren Bedarf an Berufsnachwuchs. libs rekrutiert auf Basis dieser Informationen die nötige Anzahl von Berufslernenden in den verlangten Berufen. Die Lehrverträge werden mit libs abgeschlossen. Die Ausbildung wird von libs und den Mitgliedsfirmen gemeinsam bestritten, wobei libs die Basis- und Ergänzungsausbildung, die Mitgliedsfirmen die Schwerpunktausbildung übernehmen. In den kaufmännischen Berufen arbeiten die Lernenden ab der sechsten Woche in den Partnerfirmen. libs ist rein privatwirtschaftlich finanziert.

## Berufe
libs bildet folgende Berufe aus:
- Anlagenführer/in EFZ
- Anlagen- und Apparatebauer/in EFZ
- Automatiker/in EFZ (inkl. WayUp-Stellen) / Automatikmonteur/in EFZ
- Elektroniker/in EFZ
- ICT-Fachmann/-Fachfrau EFZ
- InformatikerIn EFZ (Fachrichtungen: Applikationsentwicklung / Systemtechnik)
- Kaufmann / Kauffrau EFZ
- Konstrukteur/in EFZ (inkl. WayUp-Stellen)
- Kunststofftechnologe/-login EFZ
- Laborant/in EFZ
- Lebensmitteltechnologe/-login EFZ
- Logistiker/in EFZ
- Mediamatiker/in EFZ
- Polymechaniker/in EFZ (inkl. WayUp-Stellen) / Produktionsmechaniker/in EFZ
- Produktionsmechaniker/in EFZ